# Campeonato Mundial de Ginástica Rítmica de 1994
O XVIII Campeonato Mundial de Ginástica Rítmica transcorreu entre os dias 6 e 8 de outubro de 1994, na cidade de Paris, na França.